# Justin Gaethje
Justin Ray Gaethje (Safford, 14 novembre 1988) è un artista marziale misto statunitense.
Combatte nella divisione dei pesi leggeri per l'organizzazione statunitense UFC nel 2020 ha detenuto la cintura di campione ad interim. In passato ha militato anche nella promozione WSOF, dove è stato campione di categoria tra il 2014 e il 2017. È stato detentore della cintura BMF dal 30 luglio 2023 al 13 aprile 2024.

## Biografia
Justin Ray Gaethje è nato a Safford il 14 Novembre 1988. Suo padre John Ray Gaethje, di origini tedesche , lavorava come minatore di rame, come anche entrambi i suoi nonni. La madre invece, di origini messicane, lavorava come direttrice di un ufficio postale in Arizona. Justin ha due sorelle e un fratello gemello di nome Marcus John.

## Caratteristiche tecniche
Gaethje è un lottatore completo, abile sia nel combattimento in piedi che in quello a terra, benché preferisca il primo. Si è distinto per il caratteristico stile di combattimento aggressivo, che unisce pressione costante ad uno striking variegato. Dotato di forza mentale e di spirito competitivo, tra le sue mosse più utilizzate figurano i calci bassi, che in più occasioni hanno portato i suoi avversari alla resa.
Nel corso della sua carriera ha messo in atto un vero e proprio cambiamento di stile, passando dall'essere un abile lottatore al divenire uno striker di prim'ordine.

## Carriera nelle arti marziali miste

### Ultimate Fighting Championship
Dopo essere diventato campione dei pesi leggeri nell'organizzazione WSOF e aver difeso la cintura per diversi incontri, il 4 maggio 2017 firma un contratto con l'organizzazione Ultimate Fighting Championship.
Il suo debutto in UFC avviene contro l'allora numero 5 di categoria Michael Johnson, il 7 luglio all'evento The Ultimate Fighter: Redemption Finale. L'esordio dell'ex campione WSOF non delude le aspettative: più volte sull'orlo di finire KO, Gaethje mette in mostra una prestazione di forza, fermando l'avversario via KO tecnico verso la fine della seconda ripresa. Lo spettacolare incontro frutterà a Gaethje anche i riconoscimenti Fight of the Night e Performance of the Night.
Pochi giorni dopo, il 13 luglio 2017, l'UFC annuncia come coach della nuova stagione dello show The Ultimate Fighter 26 i lottatori Justin Gaethje e Eddie Alvarez, stabilendo poi un loro incontro al termine dello show, il 2 dicembre 2017 a UFC 218.
Gaethje perde il suo primo incontro professionistico in MMA venendo sconfitto proprio da Alvarez. Per la seconda volta consecutiva gli viene riconosciuto il Fight of the Night bonus award.
Il 14 aprile 2018 affronta Dustin Poirier all'evento UFC on Fox 29. Gaethje viene sconfitto per KO tecnico, ma guadagna il terzo consecutivo Fight of the Night bonus award.
Dopo due sconfitte consecutive, viene fissato un incontro con Al Iaquinta per UFC Fight Night 135, il 25 agosto 2018. Iaquinta annuncia però il suo ritiro dall'incontro il 27 giugno 2018, costringendo così l'UFC a sostituirlo con James Vick. Gaethje torna a vincere sconfiggendo Vick nel corso della prima ripresa, e viene premiato nuovamente con il riconoscimento Performance of Night.
Il 30 marzo 2019 Gaethje affronta lo striker Edson Barboza all'evento UFC on ESPN: Barboza vs. Gaethje, vincendo nuovamente alla prima ripresa e guadagnando il Fight of Night award.
Successivamente, il 14 settembre 2019 a UFC Fight Night: Cowboy vs. Gaethje, sfida nel corso del main event Donald Cerrone. Gaethje vince ancora una volta durante la prima ripresa e guadagna il suo terzo Performance of the Night bonus award.
Il 6 aprile 2020 il presidente di UFC Dana White annuncia Gaethje come sostituto di Khabib Nurmagomedov per il main event di UFC 249. Il match, inizialmente previsto per il 18 aprile 2020 e poi spostato al 9 maggio 2020 a causa della pandemia COVID-19, lo vede affrontare Tony Ferguson per la cintura ad interim dei pesi leggeri.. Herb Dean, arbitro dell'incontro, interrompe il match per KO tecnico durante la quinta ripresa dichiarando così Gaethje nuovo campione ad interim dei pesi leggeri.. Ancora una volta Gaethje viene premiato con i riconoscimenti Fight of the Night e Performance of the Night.
Il 28 Luglio 2020 viene fissata come data per l'unificazione del titolo dei pesi leggeri il successivo 24 Ottobre. In tale data Gaethje affronterà l'imbattuto campione Khabib Nurmagomedov.
Gaethje perderà a causa di un triangolo eseguito al 2º round da Khabib, che lo porterà alla resa
Torna a combattere il 6 novembre 2021 a UFC 268, imponendosi su l'ex contendente al titolo pesi leggeri Michael Chandler per decisione unanime dopo un durissimo ed intenso scontro: entrambi ottengono il riconoscimento Fight of the Night. Il 7 maggio 2022, a UFC 274, affronta Charles Oliveira per il titolo dei pesi leggeri, uscendo sconfitto per sottomissione al primo round, fallendo così per la seconda volta l'assalto alla cintura.
Il 18 Marzo 2023 torna nell'ottagono per affrontare Rafael Fiziev. L'incontro termina ai punti con la vittoria di Gaethje per decisione maggioritaria.     

## Risultati nelle arti marziali miste
| Risultato | Record | Avversario          | Metodo                                     | Evento                                  | Data              | Round | Tempo | Città                       | Note                                                                                          |
| --------- | ------ | ------------------- | ------------------------------------------ | --------------------------------------- | ----------------- | ----- | ----- | --------------------------- | --------------------------------------------------------------------------------------------- |
| Vittoria  | 26-5   | Rafael Fiziev       | Decisione (unanime)                        | UFC 313                                 | 8 marzo 2025      | 3     | 5:00  | Las Vegas, Stati Uniti      | Fight of the Night                                                                            |
| Sconfitta | 25-5   | Max Holloway        | KO (pugno)                                 | UFC 300                                 | 13 aprile 2024    | 5     | 4:59  | Las Vegas, Stati Uniti      | Perde il titolo "BMF" UFC. Fight of the Night. Fight of the Year 2024                         |
| Vittoria  | 25-4   | Dustin Poirier      | KO (calcio alla testa)                     | UFC 291                                 | 29 luglio 2023    | 2     | 1:00  | Salt Lake City, Stati Uniti | Vince il titolo “BMF” UFC. Performance of the Night                                           |
| Vittoria  | 24-4   | Rafael Fiziev       | Decisione (maggioranza)                    | UFC 286                                 | 18 marzo 2023     | 3     | 5:00  | Londra, Inghilterra         | Fight of the Night                                                                            |
| Sconfitta | 23-4   | Charles Oliveira    | Sottomissione (rear-naked choke)           | UFC 274                                 | 7 maggio 2022     | 1     | 3:22  | Phoenix, Stati Uniti        | Per il titolo dei pesi leggeri UFC. Oliveira mancò il peso                                    |
| Vittoria  | 23-3   | Michael Chandler    | Decisione (unanime)                        | UFC 268: Usman vs. Covington 2          | 6 novembre 2021   | 3     | 5:00  | New York, Stati Uniti       | Fight of the Night                                                                            |
| Sconfitta | 22-3   | Khabib Nurmagomedov | Sottomissione (triangolo)                  | UFC 254: Khabib vs. Gaethje             | 24 ottobre 2020   | 2     | 1:34  | Abu Dhabi, Emirati Arabi    | Per il titolo dei pesi leggeri UFC                                                            |
| Vittoria  | 22-2   | Tony Ferguson       | KO Tecnico (pugni)                         | UFC 249: Ferguson vs. Gaethje           | 9 maggio 2020     | 5     | 3:39  | Jacksonville, Stati Uniti   | Vince il titolo dei pesi leggeri UFC ad interim. Fight of the Night. Performance of the Night |
| Vittoria  | 21-2   | Donald Cerrone      | KO Tecnico (pugni)                         | UFC Fight Night: Cowboy vs. Gaethje     | 14 settembre 2019 | 1     | 4:18  | Vancouver, Canada           | Performance of the Night                                                                      |
| Vittoria  | 20-2   | Edson Barboza       | KO (pugno)                                 | UFC on ESPN: Barboza vs. Gaethje        | 30 marzo 2019     | 1     | 2:30  | Filadelfia, Stati Uniti     | Fight of the Night                                                                            |
| Vittoria  | 19-2   | James Vick          | KO (pugno)                                 | UFC Fight Night: Gaethje vs. Vick       | 25 agosto 2018    | 1     | 1:27  | Lincoln, Stati Uniti        | Performance of the Night                                                                      |
| Sconfitta | 18-2   | Dustin Poirier      | KO tecnico (pugni)                         | UFC on Fox: Poirier vs. Gaethje         | 14 aprile 2018    | 4     | 0:33  | Glendale, Stati Uniti       | Fight of the Night                                                                            |
| Sconfitta | 18-1   | Eddie Alvarez       | KO (ginocchiata)                           | UFC 218: Holloway vs. Aldo 2            | 2 dicembre 2017   | 3     | 3:59  | Detroit, Stati Uniti        | Fight of the Night                                                                            |
| Vittoria  | 18-0   | Michael Johnson     | KO tecnico (pugni e ginocchiata)           | The Ultimate Fighter: Redemption Finale | 7 luglio 2017     | 2     | 4:48  | Las Vegas, Stati Uniti      | Fight of the Night. Performance of the Night                                                  |
| Vittoria  | 17-0   | Luiz Firmino        | KO tecnico (stop medico)                   | WSOF 34                                 | 31 dicembre 2016  | 3     | 5:00  | New York City, Stati Uniti  | Difende il titolo dei pesi leggeri WSOF                                                       |
| Vittoria  | 16-0   | Brian Foster        | KO tecnico (calci)                         | WSOF 29                                 | 12 marzo 2016     | 1     | 1:43  | Greeley, Stati Uniti        | Difende il titolo dei pesi leggeri WSOF                                                       |
| Vittoria  | 15-0   | Luis Palomino       | KO tecnico (pugni)                         | WSOF 23                                 | 18 settembre 2015 | 2     | 4:30  | Phoenix, Stati Uniti        | Difende il titolo dei pesi leggeri WSOF                                                       |
| Vittoria  | 14-0   | Luis Palomino       | KO tecnico (calci e pugni)                 | WSOF 19                                 | 28 marzo 2015     | 3     | 3:57  | Phoenix, Stati Uniti        | Difende il titolo dei pesi leggeri WSOF                                                       |
| Vittoria  | 13-0   | Melvin Guillard     | Decisione (non unanime)                    | WSOF 15                                 | 15 novembre 2014  | 3     | 5:00  | Tampa, Stati Uniti          | Non valevole per il titolo. Guillard mancò il peso                                            |
| Vittoria  | 12-0   | Nick Newell         | KO tecnico (pugni)                         | WSOF 11                                 | 5 luglio 2014     | 2     | 3:09  | Daytona Beach, Stati Uniti  | Difende il titolo dei pesi leggeri WSOF                                                       |
| Vittoria  | 11-0   | Richard Patishnock  | KO tecnico (pugni e gomitate)              | WSOF 8                                  | 18 gennaio 2014   | 2     | 3:09  | Hollywood, Stati Uniti      | Vince il titolo dei pesi leggeri WSOF                                                         |
| Vittoria  | 10-0   | Dan Lauzon          | KO (pugni)                                 | WSOF 6                                  | 28 ottobre 2013   | 2     | 1:40  | Coral Gables, Stati Uniti   |                                                                                               |
| Vittoria  | 9-0    | Brian Cobb          | KO tecnico (pugni)                         | WSOF 3                                  | 14 giugno 2013    | 3     | 2:19  | Las Vegas, Stati Uniti      |                                                                                               |
| Vittoria  | 8-0    | Gesias Cavalcante   | KO tecnico (stop medico)                   | WSOF 2                                  | 23 marzo 2013     | 1     | 2:27  | Atlantic City, Stati Uniti  |                                                                                               |
| Vittoria  | 7-0    | Adrian Valdez       | KO tecnico (pugni)                         | Rage in the Cage 164                    | 16 novembre 2012  | 2     | 0:19  | Chandler, Stati Uniti       |                                                                                               |
| Vittoria  | 6-0    | Drew Fickett        | KO (pugno)                                 | Rage in the Cage 163                    | 20 ottobre 2012   | 1     | 0:12  | Chandler, Stati Uniti       | Incontro catchweight (165 lb)                                                                 |
| Vittoria  | 5-0    | Sam Young           | Sottomissione (strangolamento a triangolo) | Rage in the Cage 162                    | 29 settembre 2012 | 2     | 1:58  | Chandler, Stati Uniti       |                                                                                               |
| Vittoria  | 4-0    | Marcus Edwards      | Decisione (unanime)                        | ROF 43: Bad Blood                       | 2 giugno 2012     | 3     | 5:00  | Broomfield, Stati Uniti     |                                                                                               |
| Vittoria  | 3-0    | Donnie Bell         | KO tecnico (pugni)                         | ROF 42: Who's Next                      | 17 dicembre 2011  | 2     | 2:57  | Broomfield, Stati Uniti     |                                                                                               |
| Vittoria  | 2-0    | Joe Kelso           | KO tecnico (pugni)                         | BTT MMA 2: Genesis                      | 1 ottobre 2011    | 1     | 4:32  | Pueblo, Stati Uniti         | Debutto nei pesi leggeri                                                                      |
| Vittoria  | 1-0    | Kevin Croom         | KO (slam)                                  | ROF 41: Bragging Rights                 | 20 agosto 2011    | 1     | 1:01  | Broomfield, Stati Uniti     | Incontro catchweight (159 lb)                                                                 |